# Рокроа
Рокроа (на френски: Rocroi) е град в департамент Арден на региона Гранд Ест, североизточна Франция. Разположен е в близост до границата с Белгия. Населението му е 2357 души (по данни от 1 януари 2016 г.).

## Битка при Рокроа
На 19 май 1643 г., в хода на Френско-испанската война (1635 – 1659 г.), край Рокроа се състои голямо сражение между 22 000 французи, начело с Луи II, принц дьо Конде (по-късно наречен Велики) и 26 000 испанци, командвани от португалеца на испанска служба Франсиско де Мело.
В хода на френско-испанската война (1635 – 1659) французите имат инициативата и настъпват в Нидерландия, Италия и Каталония. Ядрото на армията на Франсиско де Мело е съставено от прочутата испанска пехота (tercios), която е считана за непобедима. В началото на битката испанците имат превес и притискат левия френски фланг, а оттам и центъра, но липсата на силна кавалерия им попречва да развият успеха. Френските конници отблъскват испанците и помагат да се възстанови френския ред, след което французите контраатакуват и печелят бляскава победа. Испанците дават 7000 жертви, включително и пленени – цвета на испанската армия в Нидерландия, а французите – 4500. Тази битка се счита от по-старите историци за прелом в отношенията между двете най-силни европейски държави през 17 век – тя поставя началото на края на испанската хегемония, заместена от френската. Съвременните изследователи считат, че това мнение е преувеличено.